# Saint John (New Brunswick)
Saint John (frz. Saint-Jean) ist mit 67.575 Einwohnern die zweitgrößte Stadt der kanadischen Provinz New Brunswick. Das „Saint“ wird nie abgekürzt, um Verwechslungen mit St. John’s auf Neufundland zu vermeiden.

## Geographie
Die Stadt liegt im Süden an der Bay of Fundy. Die Stadt wird durch den Saint John River in zwei Hälften geteilt und im Osten durch den Kennebecasis River begrenzt. Der Saint John River fließt westlich des Stadtzentrums durch eine schmale Schlucht, bevor er die Hafenbucht erreicht. Dabei ist ein besonderes Phänomen zu beobachten, die sogenannten Reversing Falls: Bei Flut kann sich die Fließrichtung des hier Stromschnellen aufweisenden Flusses auf einigen Kilometern umkehren.
Die Umgebung der Stadt ist hügelig und äußerst felsig. In der Küstenebene östlich, westlich und nördlich der Stadt liegen zahlreiche Süßwasserseen. Das alte Stadtzentrum liegt auf einer Halbinsel auf der östlichen Seite des Hafens.

## Geschichte
Die Gegend um Saint John wurde für Europa am Johannistag (Fête de la St-Jean-Baptiste) 1604 vom französischen Forscher Samuel de Champlain entdeckt. Charles Latour baute 1631 ein Fort; das Fort Latour war die erste französische Siedlung in Neubraunschweig. Britische Truppen eroberten Fort Latour 1758 und nannten es in Fort Frederick um. Nachdem es während des amerikanischen Unabhängigkeitskrieges zerstört worden war, wurde es an der gleichen Stelle als Fort Howe von britischen Loyalisten wieder aufgebaut. Um das Fort herum entstanden die Siedlungen Parrtown und Carleton mit insgesamt 14.000 Einwohnern. Diese wurden 1785 zu Saint John vereinigt, die damit die erste „inkorporierte“ Stadt Kanadas wurde. Während des Kriegs von 1812 wurde die Stadt stark befestigt, um allfällige Angriffe der USA abzuwehren.
Die Große Hungersnot in Irland um die Mitte des 19. Jahrhunderts verursachte den größten Einwanderungsschub. Die Regierung musste eine Quarantänestation und ein Spital auf der Partridge-Insel vor dem Hafen errichten, um die Neuankömmlinge zu betreuen. Die vorher fast rein protestantische Stadt hatte nun eine katholische Bevölkerungsmehrheit.
Während des 19. Jahrhunderts wurde Saint John zur wichtigsten Industrie- und Hafenstadt der Provinz mit einer bedeutenden Werft- und Holzverarbeitungsindustrie. Der rege Handel mit Großbritannien und der Karibik ließ Saint John zu einer der wichtigsten Städte des Landes aufsteigen. 1842 wurde das erste öffentliche Museum des Landes eröffnet (das heutige New Brunswick Museum/Musée du Nouveau-Brunswick). Auch die erste Bank Kanadas wurde hier gegründet. 1877 zerstörte eine Feuersbrunst das gesamte Geschäftsviertel der Stadt.
Während des Ersten Weltkriegs wurden von Saint John aus kanadische Truppen nach Europa geschickt, die an der Seite des Britischen Empires kämpften. Während des Zweiten Weltkriegs verlor der Hafen aufgrund der Bedrohung durch deutsche U-Boote an Bedeutung, und die Schiffskonvois legten im besser geschützten Halifax ab. In Saint John wurde das Furnierholz für die De Havilland Mosquito-Bomber hergestellt.
Obwohl die Ära der Schiffbauindustrie im Jahr 2002 mit der Schließung der Werft endgültig zu Ende ging, ist Saint John das industrielle Zentrum der kanadischen Atlantikprovinzen geblieben. Der Industrielle K.C. Irving und seine Familie bauten ein weitverzweigtes Industriekonglomerat auf (Erdöl, Forstindustrie, Schiffbau, Medien, Transport). Der Irving-Konzern ist der wichtigste Arbeitgeber der Region; er besitzt hier unter anderem das erste Öltanker-Terminal Nordamerikas, die größte Erdölraffinerie Kanadas, eine Fabrik für Zeitungspapier und eine Fabrik für Haushaltspapier.

## Klima
|                       | Jan   | Feb   | Mär   | Apr   | Mai   | Jun   | Jul   | Aug  | Sep   | Okt   | Nov   | Dez   |   |         |
| Mittl. Tagesmax. (°C) | −2,7  | −1,9  | 2,3   | 8,3   | 14,8  | 19,5  | 22,4  | 22,2 | 17,7  | 11,9  | 6,0   | 0,3   | ⌀ | 10,1    |
| Mittl. Tagesmin. (°C) | −13,6 | −12,7 | −7,3  | −1,2  | 4,0   | 8,4   | 11,7  | 11,6 | 7,7   | 2,7   | −2,1  | −9,7  | ⌀ | 0       |
|                       |       |       |       |       |       |       |       |      |       |       |       |       |   |         |
| Niederschlag (mm)     | 139,4 | 94,0  | 117,9 | 104,2 | 117,5 | 100,9 | 101,5 | 89,6 | 117,4 | 124,8 | 133,7 | 149,4 | Σ | 1.390,3 |
|                       |       |       |       |       |       |       |       |      |       |       |       |       |   |         |
| Regentage (d)         | 16,4  | 13,0  | 14,8  | 14,0  | 13,6  | 13,2  | 12,0  | 10,9 | 11,4  | 12,3  | 14,1  | 16,6  | Σ | 162,3   |

| −13,6 |

| −12,7 |

| −7,3 |

| −1,2 |

| 4,0 |

| 8,4 |

| 11,7 |

| 11,6 |

| 7,7 |

| 2,7 |

| −2,1 |

| −9,7 |

| −13,6 |

| −12,7 |

| −7,3 |

| −1,2 |

| 4,0 |

| 8,4 |

| 11,7 |

| 11,6 |

| 7,7 |

| 2,7 |

| −2,1 |

| −9,7 |

## Wirtschaft

### Überblick

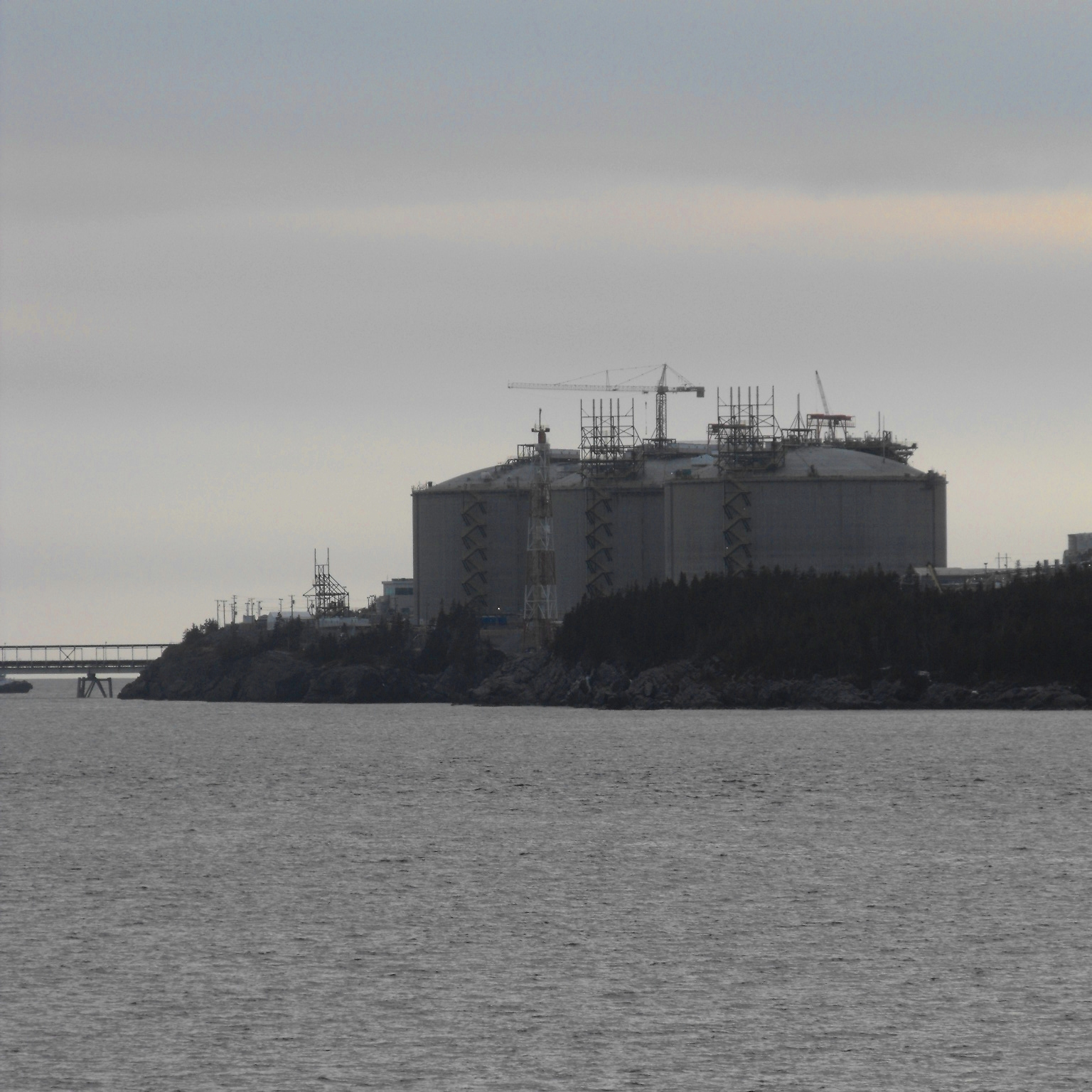
Irving Canaport LNG Terminal

Saint John ist ein Industriestandort der Maritimen Provinzen von Kanada. Das kanadische Großunternehmen der Irving Gruppe verfügt über mehrere Standorte und Tochtergesellschaften in der Stadt. Darunter zählen vor allem die Wirtschaftsbereiche Ölförderung, Forsterei, Schiffsbau, Medien und Logistik.
Weiterhin trägt der Hafen von Saint John zu den Einnahmen der Stadt bei. Zu den weiteren größeren Unternehmen zählt die Moosehead Brauerei, die New Brunswick Power Corporation, welche drei Stromgeneratorturbinen sowie das Atomkraftwerk Point Lepreau Nuclear Generating Station betreibt, Bell Aliant Telecom, sowie das Horizon Health Network, welches fünf Krankenhäuser in Saint John und der Umgebung betreibt. Weiterhin haben sich viele IT-Unternehmen in der Stadt angesiedelt. In Saint John verfügen die kanadische Streitkräfte über mehrere Reserveeinheiten, die sich auf mehrere Stützpunkte verteilen und mehrere hundert Soldaten sowie Angehörige umfasst.
Saint John ist ein wichtiger Umschlagshafen für Energieressourcen, der den amerikanischen Kontinent mit Erdgas und Öl beliefert. So wurde das Canaport LNG Terminal in Zusammenarbeit mit dem kanadischen Unternehmen Irving Oil (25 %) Anteil und dem spanischen Unternehmen Repsol (75 %) Anteil Ende 2008 fertiggestellt. Das Hafenterminal nahm im Jahre 2009 seinen Betrieb auf. Durch das Terminal wird Erdgas in Pipelines für den US-amerikanischen und kanadischen Markt durchgeschleust.

### Bildung und Forschung
In Saint John befinden sich zwei Aufsichtsbehörden, die für die englischsprachigen und französischsprachigen Schulen zuständig sind. Es befinden sich insgesamt acht öffentlich finanzierte Schulen, in welchen in der Erstsprache Englisch gelehrt wird. Unter diesen Schulen befinden sich Grund- sowie High Schools bis Klasse 12. Des Weiteren befindet sich eine staatlich finanzierte Schule, an der in französischer Sprache gelehrt wird.
Im Jahre 1964 eröffnete die University of New Brunswick einen Campus in der Stadt. Auf dem UNB Saint John Campus sind mehrere Fachbereiche angesiedelt und befindet sich am Tucker Park.

### Einkaufszentren
Saint John verfügt neben vielen kleineren Fachgeschäften im historischen Innenstadtbereich, wo sich daneben zahlreiche Cafés, Restaurants und Bars befinden, auch über mehrere größere Shopping Malls. Zu den größeren zentral gelegenen Shopping Malls gehört: Das Brunswick Square Shopping Centre mit über 60 Fachgeschäften und mehreren Restaurants, Cafés und Bars. Das Shopping Centre befindet sich an der 39. King Street im Stadtzentrum. Über innen liegende Verbindungswege und Brücken kommt man zur kleineren Shopping Mall Market Square. Weitere kleinere Malls befinden sich in den Stadtteilen von Saint John.

## Verkehr

### Busverbindungen

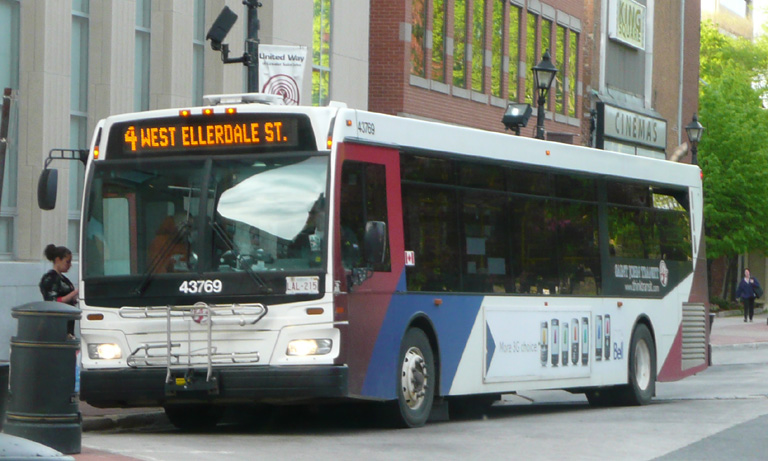
Ein Saint John Transit Bus in der Stadt

Für den innerstädtischen Personennahverkehr ist Saint John Transit. Das Unternehmen betreibt mehreren Linien und verbindet wichtige Orte miteinander. Acadian Lines betreibt ein überregionales Busliniennetz zwischen den Städten.

### Highways

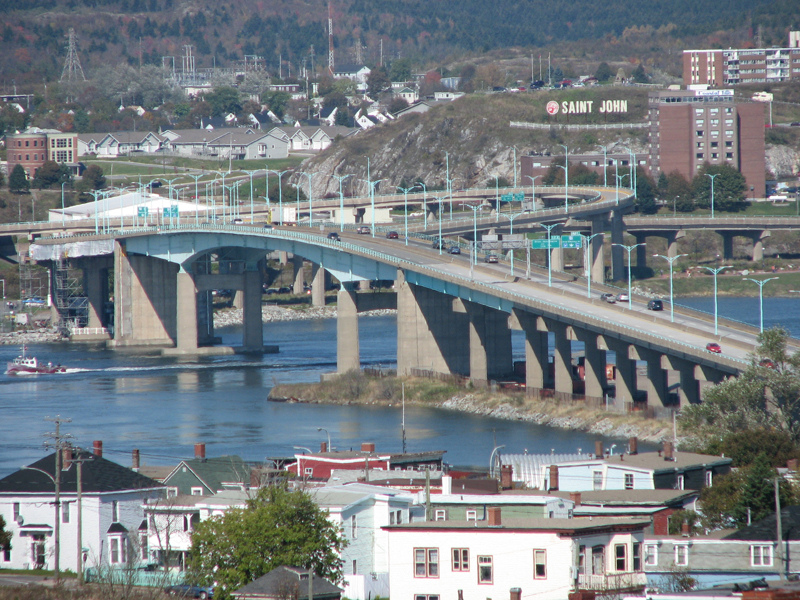
Saint John Harbour Bridge

Der wichtigste Highway der Stadt ist der Saint John Throughway (Route 1). Dieser verbindet entlang der Strecke mehrere Städte und endet nordöstlich bei Moncton. Ein weiterer größerer Highway ist Route 7, welcher Saint John mit Fredericton verbindet. Diese wichtigen Verbindungen überqueren den Saint John River über die Harbour Bridge und der Reversing Falls Bridge.

### Flugverbindungen
Die Stadt verfügt über einen eigenen Flughafen. Der Saint John Airport (IATA-Flughafencode: YSJ, ICAO-Flughafencode: CYSJ) befindet sich in der Nähe von Loch Lomond, ca. 15 Kilometer außerhalb von Saint John. Der Flughafen bietet planmäßige Verbindungen nach Halifax, Toronto, Montreal und Ottawa an. Da der Platz durch Nav Canada als Airport of Entry klassifiziert ist und dort Beamte der Canada Border Services Agency (CBSA) stationiert sind, ist hier auch eine Einreise aus dem Ausland zulässig.

### Zugverbindungen
Durch die Reversing Falls Railway Bridge besteht eine Verbindung für Güterzüge, die die New Brunswick Southern Railway auf der Route von St. John in den US-Bundesstaat Maine betreibt.

### Schiffsverbindungen
Bay Ferries betreibt Verbindungen ganzjährig zwischen Saint John und Digby

## Persönlichkeiten aus Saint John
Söhne und Töchter der Stadt:
- Charles Wentworth Upham (1802–1875), US-amerikanischer Politiker
- Joseph Medill (1823–1899), US-amerikanischer Politiker
- James De Mille (1833–1880), Schriftsteller und Professor für klassische Literatur
- Lawrence Stephen McMahon (1835–1893), römisch-katholischer Bischof von Hartford
- George Frederic Matthew (1837–1923), Paläontologe und Geologe
- George McCall Theal (1837–1919), britischer Historiker
- J. Frank Morrison (1841–1916), Elektrotechnik-Pionier und politischer Akteur
- Charles Joseph O’Reilly (1860–1923), römisch-katholischer Geistlicher
- William Francis Ganong (1864–1941), Botaniker
- Francis Alexander Anglin PC (1865–1933), Richter
- Eddie Connolly (1876–1936), Boxer im Weltergewicht
- Charles Gorman (1897–1940), Eisschnellläufer
- Walter Pidgeon (1897–1984), Schauspieler
- Kenneth Colin Irving (1899–1992), Unternehmer
- Silas Cheesman (1900–1958), Pilot
- Frances James (1903–1988), Sopranistin und
- Helen Belyea (1913–1986), Geologin
- Larry Cross (1913–1976), Schauspieler
- Harry Saltzman (1915–1994), Produzent der James-Bond-Filme
- Carl Biddiscombe (1924–2000), Szenenbildner
- Brett Somers (1924–2007), Schauspielerin
- James Irving (1928–2024), Unternehmer
- Donald Sutherland (1935–2024), Schauspieler
- Ronald  Atkey PC, QC (1942–2017), Jurist, Hochschullehrer und Politiker (PC)
- Paul Corkum (* 1943), Physiker
- Hilliard Graves (* 1950), Eishockeyspieler
- Andrew Swim (* 1961), Bobsportler
- Bob Joyce (* 1966), Eishockeyspieler
- Margo Malowney (* 1967), Beachvolleyballspielerin
- Andrew McKim (* 1970), Eishockeyspieler
- Mark Fawcett (* 1972), Snowboarder
- Michelle Winters (* 1972), Schriftstellerin und Übersetzerin

Persönlichkeiten mit Bezug zur Stadt:
- Sir Samuel Leonard Tilley PC, KCMG (1818–1896), Politiker; Premierminister und Vizegouverneur von New Brunswick
- Der in Russland geborene Filmproduzent Louis B. Mayer (1884–1957) verbrachte seine Kindheit in Saint John.